# Вільяманріке-де-Тахо
Вільяманріке-де-Тахо (ісп. Villamanrique de Tajo) — муніципалітет в Іспанії, у складі автономної спільноти Мадрид. Населення — 795 осіб (2010).
Муніципалітет розташований на відстані близько 55 км на південний схід від Мадрида.
На території муніципалітету розташовані такі населені пункти: (дані про населення за 2010 рік)
- Буенамесон: 0 осіб
- Кастильйо-де-Тахо: 7 осіб
- Вільяманріке-де-Тахо: 787 осіб
- Оя-де-Сіманкас: 0 осіб
- Вега-де-лос-Бодегонес: 1 особа

## Демографія
Динаміка населення (INE ):

## Галерея зображень

Розташування муніципалітету Вільяманріке-де-Тахо у автономній спільноті Мадрид